# Kristen Hager
Kristen Hager (Red Lake, Ontario, 2 de enero de 1984) es una actriz canadiense. En el cine ha participado en películas como Aliens vs. Predator 2 (2007) y Wanted (2008). Pero su principal papel le llegaría en 2011, cuando encarnó a Nora en la serie de televisión Casi Humanos (Being Human).

## Vida y Carrera
Kristen Hager nació en Red Lake, Ontario (Canadá). Hizo su primera aparición en televisión en la miniserie Beach Girls en 2005. Al año siguiente, Kristen tenía el papel recurrente en la serie Runaway. En 2007, obtuvo un pequeño papel en la película de drama biográfico I´m not there, y en ese mismo año interpretó uno de sus primeros papeles importantes en la película de ciencia ficción y terror Aliens vs. Predator 2. En 2008, interpretó a la novia del personaje de James McAvoy en el thriller de acción, Wanted.
En 2009, Kristen desempeñó el papel principal en la película independiente Leslie, My Name Is Evil sobre Leslie Van Houten. Tuvo un papel secundario en la serie de drama canadiense Wild Roses y protagonizó la miniserie de MTV Valemont. En 2011, fue elegida para representar a Nora Sergeant en la serie Casi Humanos (Being Human), emitida por Syfy. La serie terminó después de cuatro temporadas en 2014.
Hager también apareció en las películas A Little Bit Zombie (2012), The Right Kind of Wrong (2013) y The Barber. En 2015, Hager fue elegida para el papel principal en el drama de la cadena ABC The Adversaries, acerca de una dinastía de abogados de Nueva York, junto con Christine Lahti y Terry O'Quinn.

## Filmografía

### Cine
| Año  | Título                                        | Personaje         | Notas     |
| ---- | --------------------------------------------- | ----------------- | --------- |
| 2005 | Recipe for a Perfect Christmas                | Morgan            | telefilme |
| 2007 | I'm Not There                                 | Mona / Polly      |           |
| 2007 | Aliens vs. Predator 2                         | Jesse             |           |
| 2008 | Wanted                                        | Cathy             |           |
| 2008 | Of Murder and Memory                          | Aimee Linden      | telefilme |
| 2009 | You Might as Well Live                        | Cookie De Whitt   |           |
| 2009 | Leslie, My Name Is Evil                       | Leslie Van Houten |           |
| 2009 | Sorority Wars                                 | Heather           |           |
| 2010 | Ties That Bind                                | Rachel Thomas     | telefilme |
| 2011 | Textuality                                    | Dani              |           |
| 2011 | Servitude                                     | Jenny             |           |
| 2012 | A Little Bit Zombie                           | Sarah             |           |
| 2013 | Mi amor es un error (The Right Kind of Wrong) | Julie Deere       |           |
| 2014 | The Barber                                    | Audrey            |           |
| 2015 | Life                                          | Veronica          |           |
| 2015 | In Embryo                                     | Lilly             |           |

### Televisión
| Año       | Título                     | Personaje                   | Notas                                   |
| --------- | -------------------------- | --------------------------- | --------------------------------------- |
| 2005      | Beach Girls                | Skye                        | Miniserie                               |
| 2006      | Runaway                    | Kylie                       | 9 Episodios                             |
| 2007      | St. Urbain's Horseman      | Ingrid                      | Miniserie                               |
| 2008      | The Dresden Files          | Polly                       | Episodio: Storm Front                   |
| 2008      | Sophie                     | Miriam Cambridge            | Episodio: Guess Who's Coming to Dinner? |
| 2009      | The Listener               | Anna Sokur                  | Episodio: I'm An Adult                  |
| 2009      | Wild Roses                 | Adele Emond                 | 7 Episodios                             |
| 2009      | Valemont                   | Maggie Gracen/Sophie Fields | Miniserie                               |
| 2010      | CSI: Miami                 | Melissa Walls               | Episodios: All Fall Down y Fallen       |
| 2011–2014 | Casi Humanos (Being Human) | Nora Sergeant               | 39 Episodios                            |
| 2014      | Untitled Miami Project     | Luanne                      | Piloto                                  |
| 2015      | The Adversaries            | Jess Fisher                 | Piloto                                  |
| 2015      | The Expanse                | Ade Nygaard                 |                                         |
| 2015      | Masters Of Sex             | Isabella Ricci              | Episodio: Two Scents                    |